# Fritz Köll
Fritz Köll (* 7. Juni 1927 in München; † 18. April 2018) war ein deutscher Blasmusiker und Komponist.

## Leben
Fritz Köll gehörte zu den Pionieren für Erneuerung der ursprünglich barocken Colla-parte-Kapellpraxis des vokal-instrumentalen Musizierens „Cantare et Sonare“. Er komponierte zahlreiche Chorwerke mit variablen Bläserbesetzungen, die stilistisch zeitgenössisch sind und relevante Beiträge zum Musizieren mit künstlerischem Anspruch liefern. Auch reine Blechbläserstücke entstanden, vor allem aus der Zusammenarbeit mit dem Münchner Ensemble „Blasengel vom Petersturm“. Für dieses Ensemble schrieb Fritz Köll auch Auftragswerke zum Freiluftmusizieren von eigenständiger formaler und struktureller Prägnanz. Es gibt darunter Suiten in erweiterter Blechbesetzung, die vor allem durch die polyphone Verarbeitung volksmusikalischer Motive in harmonisch stark profilierter Klanglichkeit einen wertvollen Beitrag für den Bereich bläserischer Gebrauchsmusik liefern.

## Werke (Auswahl)
- Pifferari-Kantate. Nach einem Text aus dem 14. Jahrhundert. Für 1-3stimmigen gemischten Chor oder Kinderchor und Instrumente ( 2 c''-Bfl, 2 f'-Bfl (2 V), Triangel, 2 Va (Vagb))